# Duitse presidentsverkiezing 2010
Een indirecte presidentiële verkiezing werd gehouden in Duitsland op 30 juni 2010 na het vertrek van Horst Köhler als President van Duitsland op 31 mei 2010. . De functie werd waargenomen door Jens Böhrnsen. De huidige regering bestaande uit CDU/CSU en de SPD hebben 646 van de 1244 stemmen in de Bondsvergadering. Christian Wulff werd in de derde stemronde met 624 stemmen gekozen als nieuwe president van Duitsland.

## Kandidaten
De volgende personen hebben zich kandidaat gesteld.

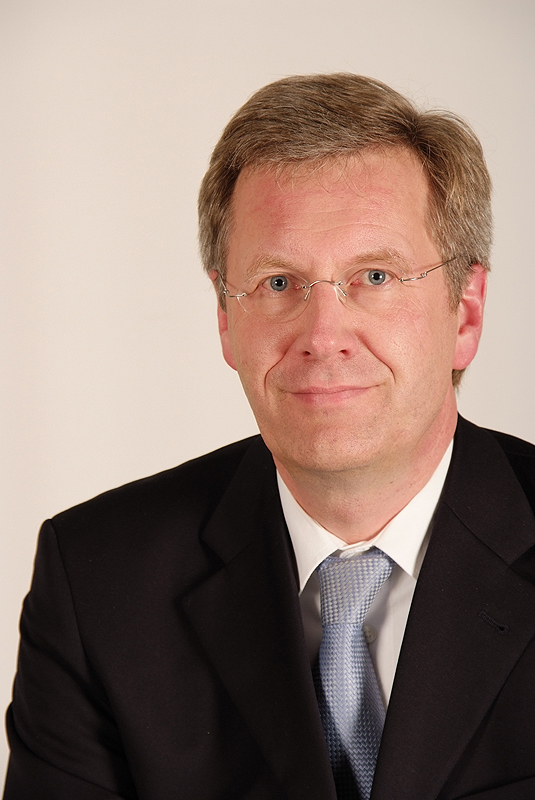
Christian Wulff namens CDU/CSU en FDP
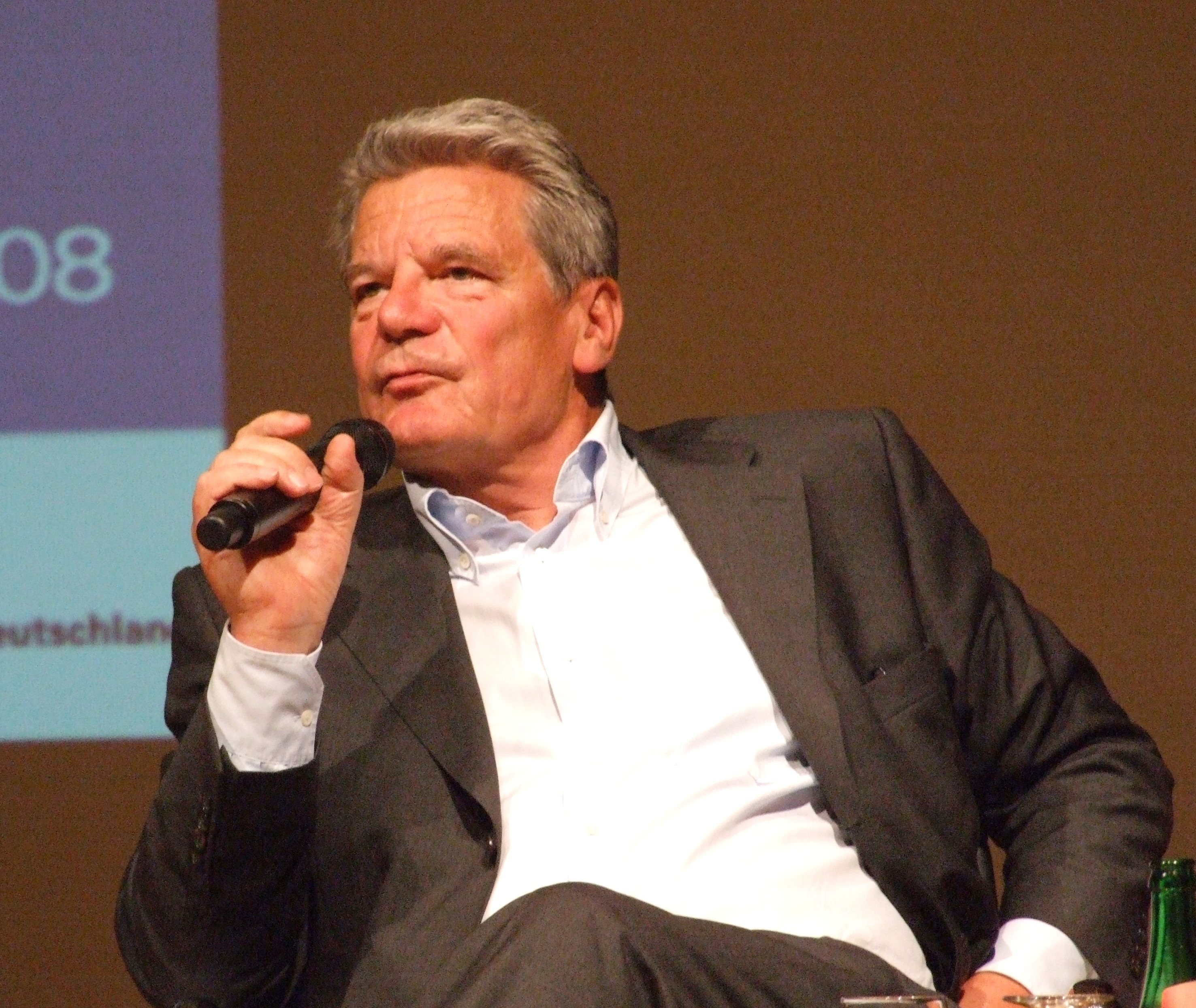
Joachim Gauck namens de SPD en Bündnis 90/Die Grünen
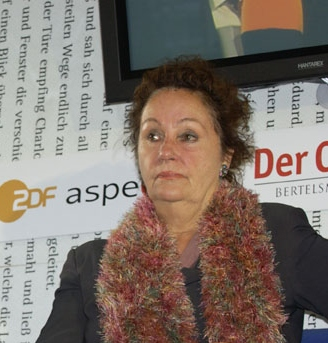
Luc Jochimsen namens Die Linke
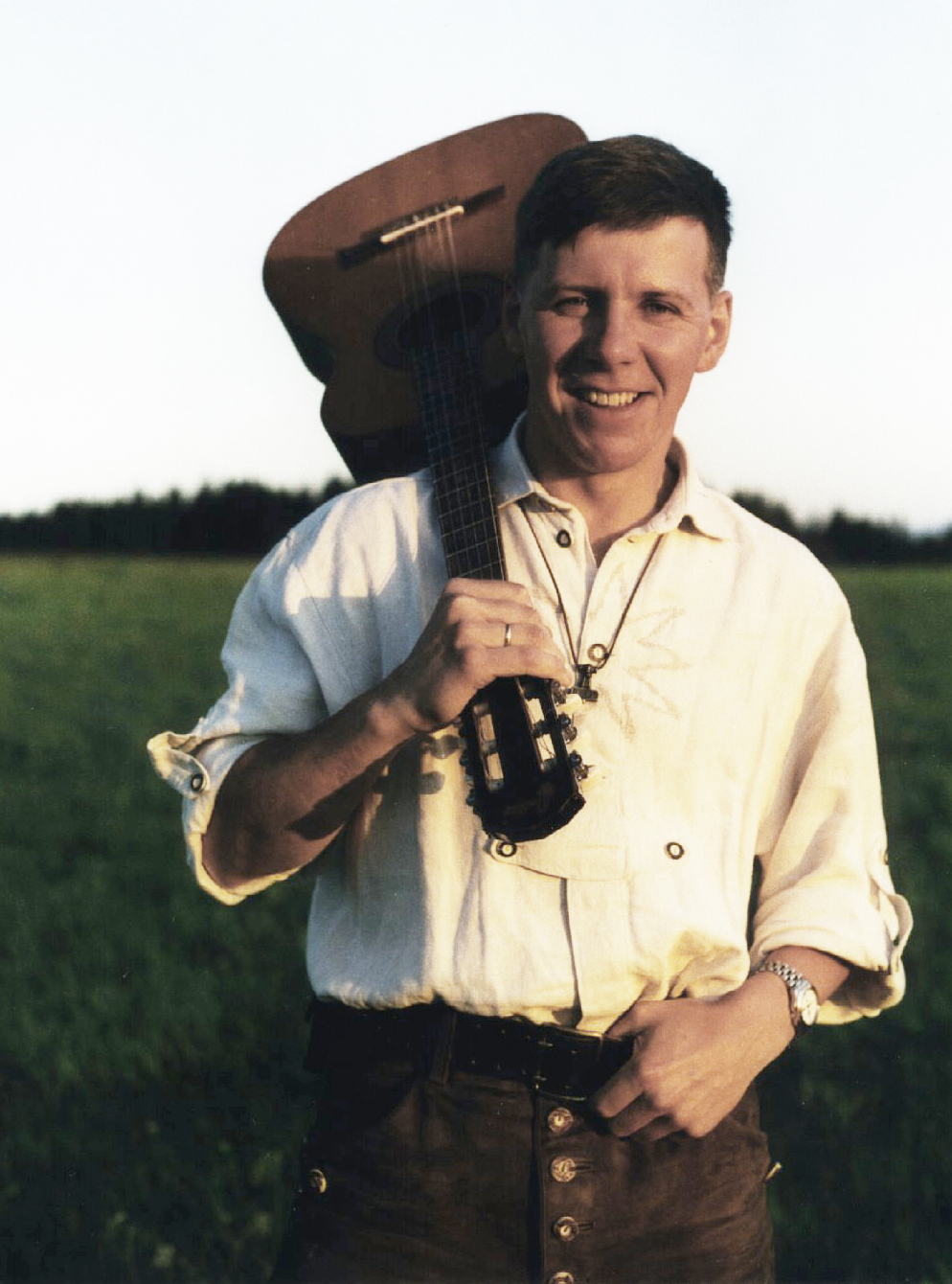
Frank Rennicke namens de NPD

## Aantal zetels in de bondsvergadering
| Partij                | gegevens | gegevens | gegevens |
| Partij                | Totaal   | Bondsdag | Landdag  |
| --------------------- | -------- | -------- | -------- |
| CDU/CSU               | 496      | 239      | 257      |
| SPD                   | 333      | 146      | 187      |
| FDP                   | 148      | 93       | 55       |
| Bündnis 90/Die Grünen | 129      | 68       | 61       |
| Die Linke             | 124      | 76       | 48       |
| Freie Wähler          | 10       | 0        | 10       |
| NPD                   | 3        | 0        | 3        |
| SSW                   | 1        | 0        | 1        |
| totaal                | 1244     | 622      | 622      |

## Stemming
| Christian Wulff           | 600   | 48,3  | 615   | 49.4  | 624                        | 50.4                       |  |  |
| Joachim Gauck             | 499   | 40,1  | 490   | 39,4  | 494                        | 39.8                       |  |  |
| Luc Jochimsen             | 126   | 10,1  | 123   | 9,9   | Kandidatuur teruggetrokken | Kandidatuur teruggetrokken |  |  |
| Frank Rennicke            | 3     | 0,2   | 3     | 0,2   | Kandidatuur teruggetrokken | Kandidatuur teruggetrokken |  |  |
| Onthoudingen              | 13    | 1,0   | 7     | 0.6   | 121                        | 9.8                        |  |  |
| Mogelijke stemmers        | 1.244 | 100,0 | 1.244 | 100,0 | 1.244                      | 100,0 %                    |  |  |
| Daarvan geleverde stemmen | 1.242 | 99,8  | 1.239 | 99,6  | 1.242                      | 99,8 %                     |  |  |
| Daarvan Geldige stemmen   | 1.241 | 99,8  | 1.238 | 99,5  | 1.240                      | 99,7 %                     |  |  |

In de eerste en tweede stemronde haalde geen van de kandidaten de benodigde absolute meerderheid waardoor een derde stemronde nodig is waarbij een gewone meerderheid voldoende is.